# Guido Brignone (atleta)
Guido Brignone (31 marzo 1891 – ...) è stato un velocista italiano.
Nel 1909 fu campione italiano assoluto dei 100 e 400 metri piani, mentre si classificò terzo nella gara dei 110 metri ostacoli; lo stesso anno conquistò il record italiano sul rettilineo con il tempo di 11"0.
Nel 1911 tornò a gareggiare ai campionati italiani come membro della staffetta 4×440 iarde della Ginnastica e Scherma Novara che ottenne la medaglia d'argento.

## Record nazionali
- 100 metri piani:
  - 11"0 ( Varese, 5 settembre 1909)
  - 11"0 ( Laveno, 19 settembre 1909)

## Campionati nazionali
- 1 volta campione italiano assoluto dei 100 metri piani (1909)
- 1 volta campione italiano assoluto dei 400 metri piani (1909)

1909
- Oro ai campionati italiani assoluti, 100 m piani - 11"2/5
- Oro ai campionati italiani assoluti, 400 m piani - 53"4/5
- Bronzo ai campionati italiani assoluti, 110 m ostacoli - a tre metri dal secondo classificato

1911
- Argento ai campionati italiani assoluti, staffetta 4×440 iarde - 4'09"1/5